# Fritz Seemann (Komponist)

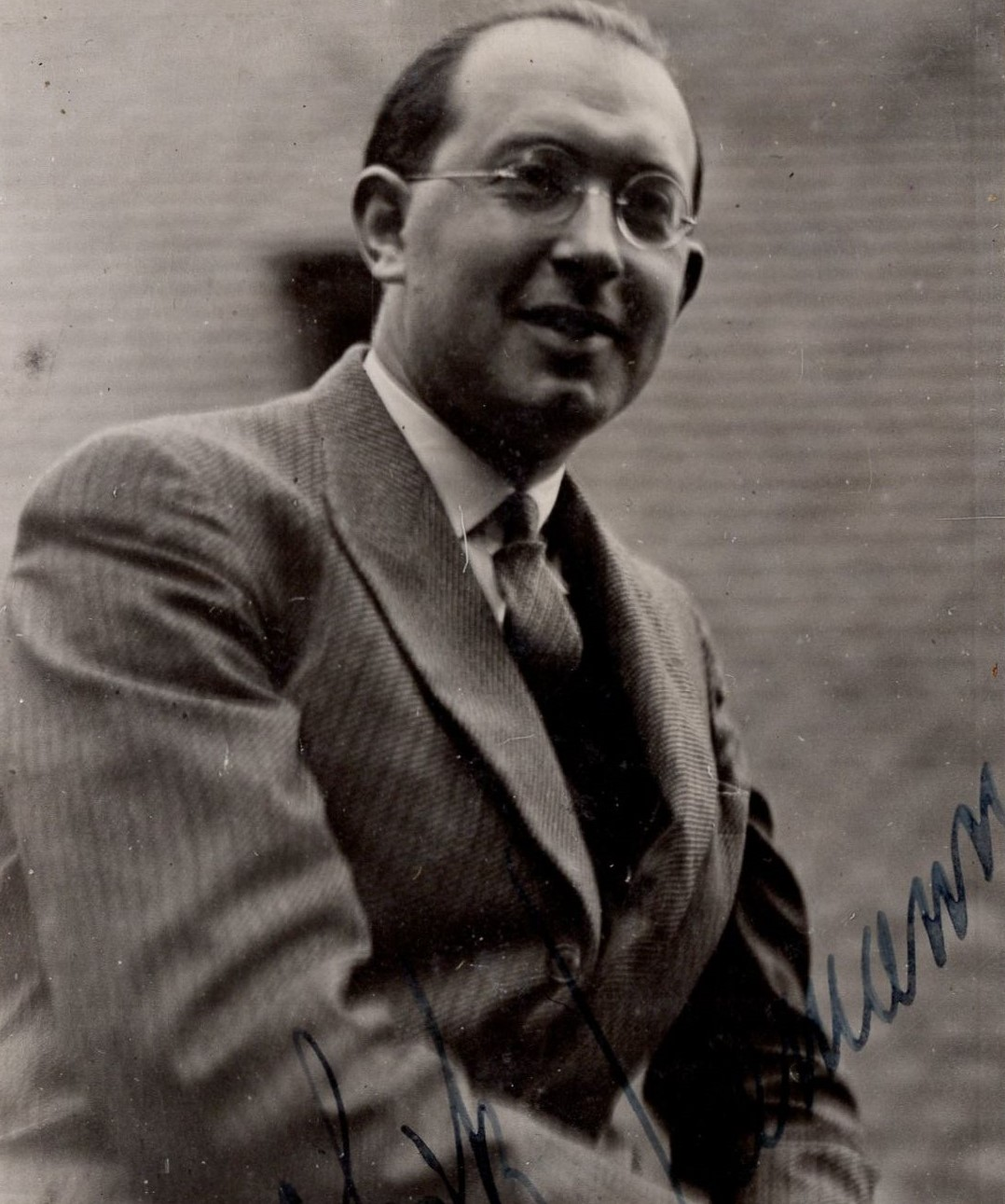
Fritz Seemann, um 1932

Fritz Seemann, tschechisch  Bedřich Seemann (geboren am 17. Februar 1900 in Oberleutensdorf, Kronland Böhmen, Österreich-Ungarn; gestorben am 14. Juni 1942 im KZ Flossenbürg) war ein tschechoslowakischer Journalist und Komponist.

## Leben
Fritz Seemann war der  Sohn des jüdischen Möbelfabrikanten Hugo Seemann und seiner Frau Valerie, geb. Bondy. Er wuchs als einziges Kind der Familie in Reichenberg auf. Ab 1920 studierte er in Prag an der Deutschen Musikakademie Komposition, unter anderem bei Alexander von Zemlinsky. Fritz Seemanns Operetten und Revuen wurden in der Tschechoslowakei auf deutschen und tschechischen Bühnen aufgeführt. Ab 1929 trat er regelmäßig mit Vorträgen im deutschsprachigen Minderheitenprogramm des Tschechoslowakischen Rundfunks auf. Er wurde fester Redakteur beim Prager Tagblatt, wo er unter anderem die wöchentliche Radio-Beilage verantwortete.
1931 heiratete Fritz Seemann die tschechische Schauspielerin Marta Částková. Ihren gemeinsamen Sohn Richard (geboren 1933) erzogen sie zweisprachig.
Nach dem Münchner Abkommen 1938 wurde Fritz Seemann im Januar 1939 gemeinsam mit allen jüdischen Kollegen des Prager Tagblatts entlassen. Eine geplante Emigration nach Großbritannien, bei der ihn sein Reichenberger Kindheitsfreund Arthur Beer unterstützte, scheiterte. Fritz Seemann wurde am 12. Dezember 1941 in seiner Wohnung in Prag-Žižkov von der Gestapo verhaftet und im Gefängnis Pankrác beziehungsweise in der Kleinen Festung Theresienstadt inhaftiert. Am 28. April 1942 wurde er im KZ Flossenbürg eingeliefert, wo er am 14. Juni 1942 im Alter von 42 Jahren starb.

## Werke
- Seine blonde Frau. Operette, Einakter, uraufgeführt am 21. März 1926 im Vereinstheater der Prager Urania.
- König Salomo. Operette, Einakter, uraufgeführt am 21. März 1926 im Vereinstheater der Prager Urania.
- Der Frauenjäger. Operette, 1927.
- Der Traum von Hollywood. Operette, uraufgeführt am 15. Dezember 1928 im Städtischen Theater Pilsen, Libretto Egon Torn / Peppl Tanzer.
- Das Scheidungssouper. Rundfunkoperette, uraufgeführt am 7. Juli 1929 im Tschechoslowakischen Rundfunk.